# Nada Zec Ivanović
Nada Zec Ivanović (Dubrovnik, 16. lipnja 1965.), hrvatska slikarica.

## Životopis
Diplomirala je na Akademiji likovnih umjetnosti u Sarajevu. Nakon toga radi kao nastavnica likovnog odgoja u osnovnoj školi. Njezino slikarstvo možemo pratiti kroz nekoliko ciklusa. Prva faza je Snoviđenja ili Čudovišta koja ju je odmah predstavila kao slikaricu razvijenog umjetničkog senzibiliteta, a nastavlja se na korijene Hieronymusa Boscha i njegovih čudovišnih figura. Za nju je karakteristična tehnika slikanja špatulom debelim namazima boje, impastom. Nešto kasniji ciklus tvore Letači, nadnaravna bića lijepog trenutka koji su slikani kistom na platnu, time još više naglašavajući da je riječ o novome ciklusu. Nakon toga, uslijedio je povratak debelim nanosima boje u novom ciklusu Friendship. Ta posljednja faza nešto je jačeg intenziteta kolorita nego li dotadašnje. Njezino su slikarstvo priznali najveći hrvatski likovni stručnjaci, poput akademika Tonka Maroevića.